# 7 a.C.
Il 7 a.C. (VII a.C. in numeri romani) è un anno  del I secolo a.C.

## Eventi
- Erode il Grande mette a morte i due figli Alessandro e Aristobulo; il figlio primogenito Antipatro diventa il primo degli eredi.
- Alcuni storici collocano in questo anno, in virtù di alcune prove di carattere storico, la data di nascita di Gesù.

## Morti
- Alessandro, principe (n. 35 a.C.)
- Aristobulo, principe (n. 31 a.C.)
- Dionigi di Alicarnasso, storico greco antico (n. 60 a.C.)
- Geumwa di Buyeo, re coreano
- Han Chengdi, imperatore cinese (n. 51 a.C.)
- Vipsania Polla, nobildonna romana